# Antoine Laplasse
Antoine Laplasse, né le 16 mai 1883 à Vernay (Rhône) et mort au combat le 22 août 1918, fut un adjudant-chef de l'aéronautique militaire et un as de l'aviation français de la Grande Guerre.

## Histoire
Tonnelier de métier, Antoine Laplasse obtint son brevet de pilote civil le 11 juillet 1914 et fut très vite affecté à l'Armée de l'air. Après avoir servi à l'escadrille 461 du CRP, il fut réassigné à Escadrille Spa 75 le 20 octobre 1917, il connut sa première victoire cette année-là. En 1918, il détruisit six ballons d'observation allemand et abattit un appareil ennemi de plus. Il mourut au combat le 22 août 1918.

## Citation pour la médaille militaire
"Un excellent pilote plein d'énergie et d'esprit, qui a montré ses grandes capacités d'audaces et de courage au cours de nombreux combats, mitraillant les tranchées et les batteries Allemandes à basse altitude, et rentrant plus que souvent à la base avec son appareil criblé de balles." citation à la médaille militaire.

## Victoires
| N° | Date             | Unité | Adversaire           | Lieu            |
| -- | ---------------- | ----- | -------------------- | --------------- |
| 1  | 15 décembre 1917 | Spa75 | Biplan               | St Mard         |
| 2  | 13 mars 1918     | Spa75 | Biplan               | Septvaux        |
| 3  | 18 juin 1918     | Spa75 | Ballon d'observation | Moulin-le-Comte |
| 4  | 17 août 1918     | Spa75 | Ballon d'observation | Blérancourt     |
| 5  | 17 août 1918     | Spa75 | Ballon d'observation | Cuts            |
| 6  | 22 août 1918     | Spa75 | Ballon d'observation | St. Gobain      |
| 7  | 22 août 1918     | Spa75 | Ballon d'observation | St. Gobain      |
| 8  | 22 août 1918     | Spa75 | Ballon d'observation | St. Gobain      |

## Affectations
- À l'escadrille 461CRP (1914).
- À l'Escadrille Spa 75 à partir du 20 octobre 1917.

## Décorations
- Médaille militaire.
- Croix de guerre 1914-1918.

## Sources